# 冬赛馆事件

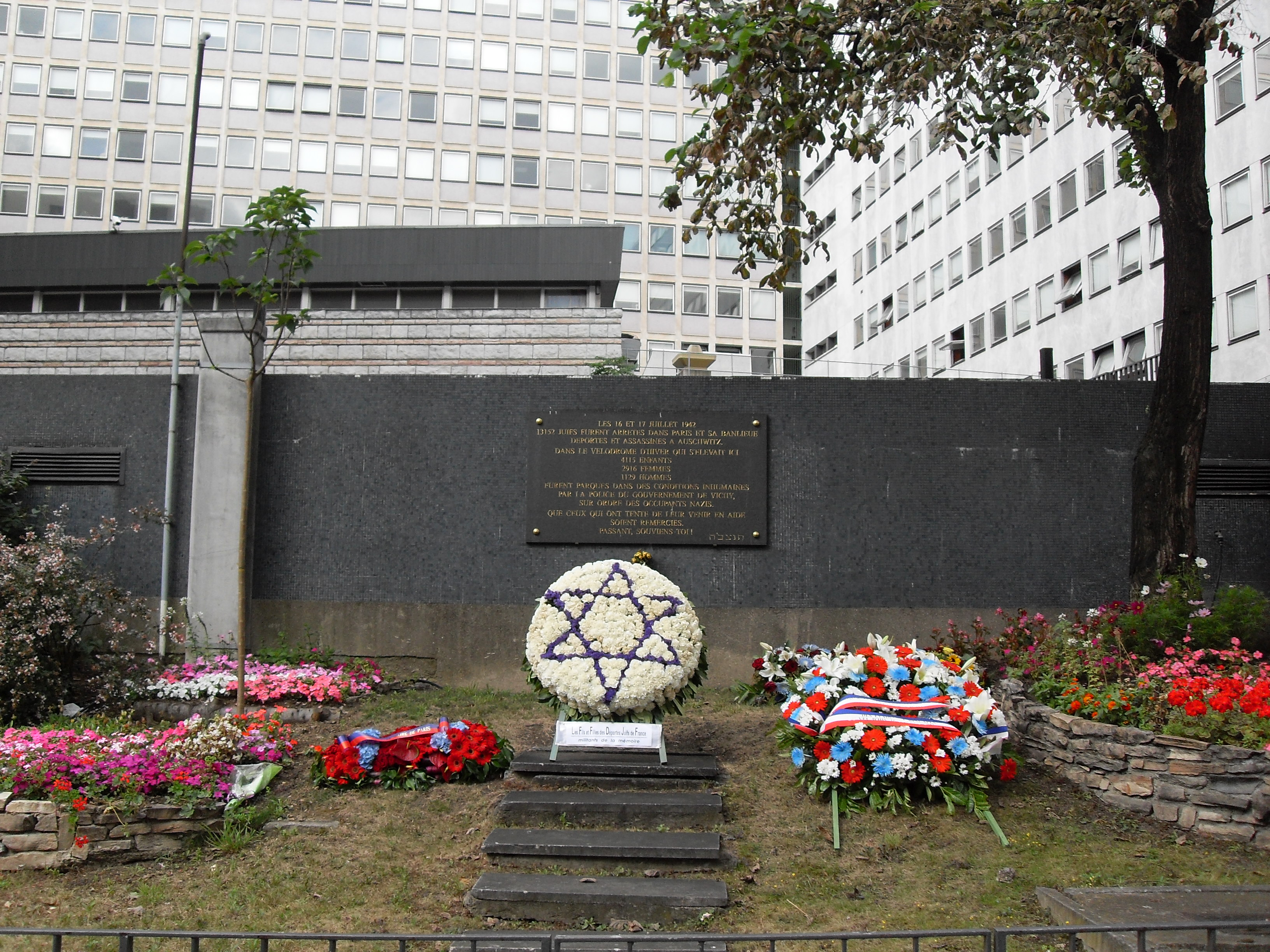
冬賽館舊址的紀念花園

冬赛馆事件或冬赛馆抓捕（法語：Rafle du Vélodrome d'Hiver）是1942年7月16日至17日在法国巴黎，由纳粹德国指挥法国警察执行的针对犹太人的大规模抓捕行动，代号“春风行动”（法語：Opération Vent printanier）。“冬赛馆抓捕”名称来自暂时拘留受害者的自行车场馆。此次得到法国警察协助的抓捕行动是数个旨在清除法国纳粹占领区和自由地区犹太人的行动之一。根据巴黎警察的记录，共逮捕13152名犹太人，其中包括超過4000名儿童。关押他们的冬赛馆极其拥挤，几乎没有食品和水以及卫生设施。在德朗西、皮蒂维耶、博讷拉罗朗德情况类似。之后，他们被装入大屠杀列车送到纳粹集中营集体屠杀。
1995年，由于法国警察和公务员参与了此次抓捕行动，法国总统希拉克为此而道歉。2017年，总统马克龙更为具体地承认了法国作为一个国家在此次抓捕行动以及犹太人大屠杀中的责任。
法国方面主要负责组织此次行动的是勒内·布斯凯和保罗·图维耶，此二人战后曾得到蓬皮杜和密特朗的庇护，得以继续在法国政界发展，在法国引发极大争议。1998年，曾参与此次行动，后担任法国财政部长的莫里斯·帕蓬被判处反人类罪入狱服刑。